# 法兰克福会议
法兰克福会议是公元794年由法兰克国王查理曼在法兰克福召开的宗教会议，召集了当时法兰克王国的许多教士，集中讨论并解决了当时教会的许多宗教和政治问题，其主要内容涉及西班牙嗣子说和第二次尼西亚公会议。阿奎莱亚的保利努斯参加了此次会议。